# 惲鴻儀
惲鴻儀（？—？），字伯方，江蘇常州人，清朝政治人物，是常州畫派創始人惲南田叔父恽厥初的後代。

## 生平
惲鴻儀於道光三十年（1850年）登庚戌科三甲進士，授翰林院庶吉士。後歷任刑部主事、員外郎、郎中、鎮遠府知府、貴陽府知府。

## 家族
子椿年娶费念慈之女為妻。
五世孫惲之瑋，美國華人數學家。

## 遗迹
位於常州市青果巷的恽鸿仪宅現為江苏省文物保护单位。